# Richard Voigtel

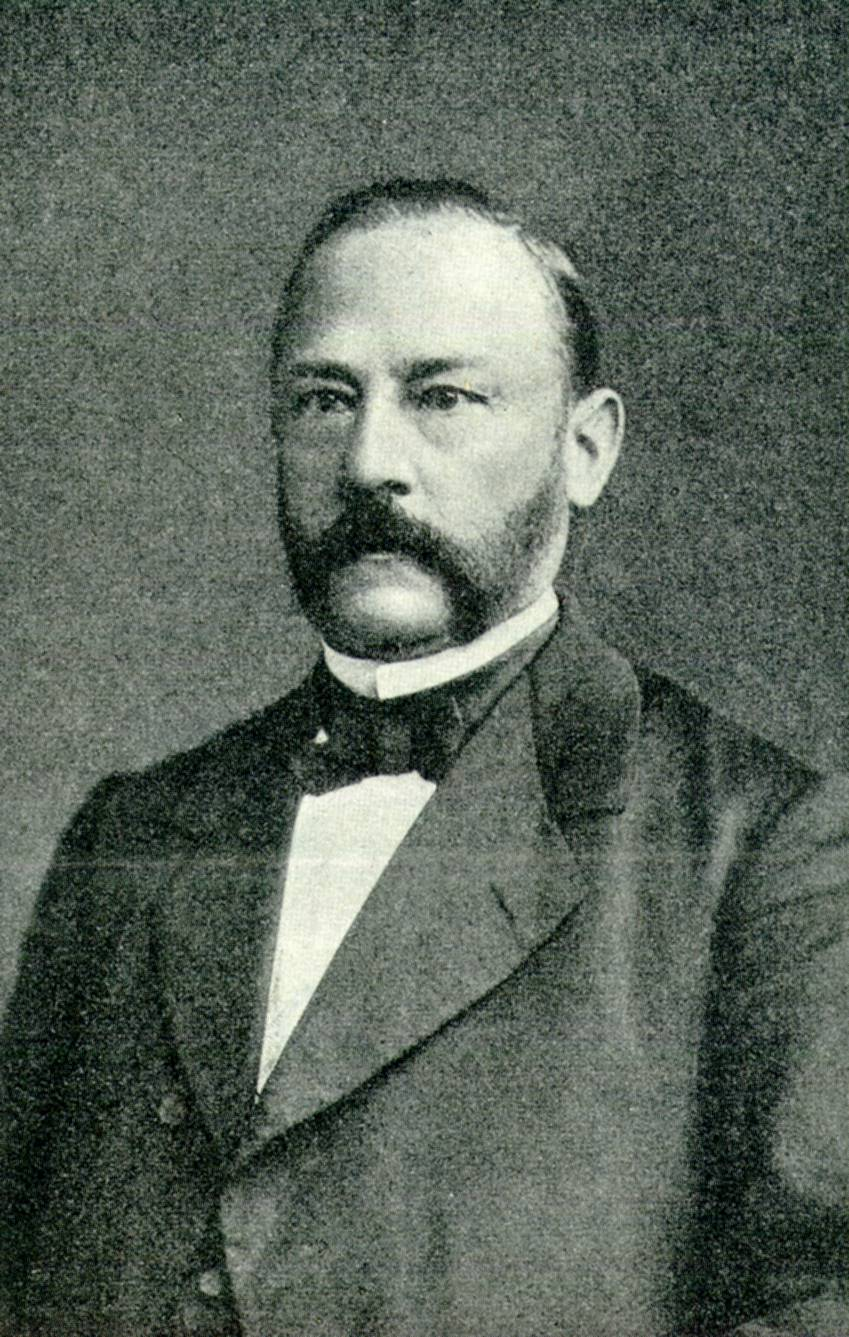
Richard Voigtel

Richard Voigtel (vollständiger Name Karl Eduard Richard Voigtel; * 31. Mai 1829 in Magdeburg; † 28. September 1902 in Köln) war ein deutscher Architekt und Kölner Dombaumeister; unter seiner Leitung wurde der Kölner Dom vollendet.

## Leben
Nach Besuch des Domgymnasium Magdeburg und 1848 absolviertem Feldmesserexamen studierte Voigtel von 1849 bis 1851 Architektur und Ingenieurwesen an der königlichen Bauakademie in Berlin. 1851 unternahm er mit einem Stipendium des Ministeriums für Handel eine „Kunstreise“ nach Paris, anschließend war er als Bauführer unter Friedrich Hitzig in Berlin tätig. 1853 erfolgte seine Versetzung nach Köln. 1855 übernahm ihn der Kölner Dombaumeister Ernst Friedrich Zwirner als stellvertretenden Dombaumeister, nach dem Tod Zwirners im Jahr 1861 wurde Voigtel sein Nachfolger. Nach dem Brand im Frankfurter Dom 1867 war Voigtel einer der Experten, die ein Gutachten zu den Schäden am Bauwerk erstellten. Dieses Ereignis war ein weiterer Anstoß für Voigtel, nun auch den alten hölzernen Dachstuhl des Kölner Domchors durch eine Konstruktion aus Eisen zu ersetzen.

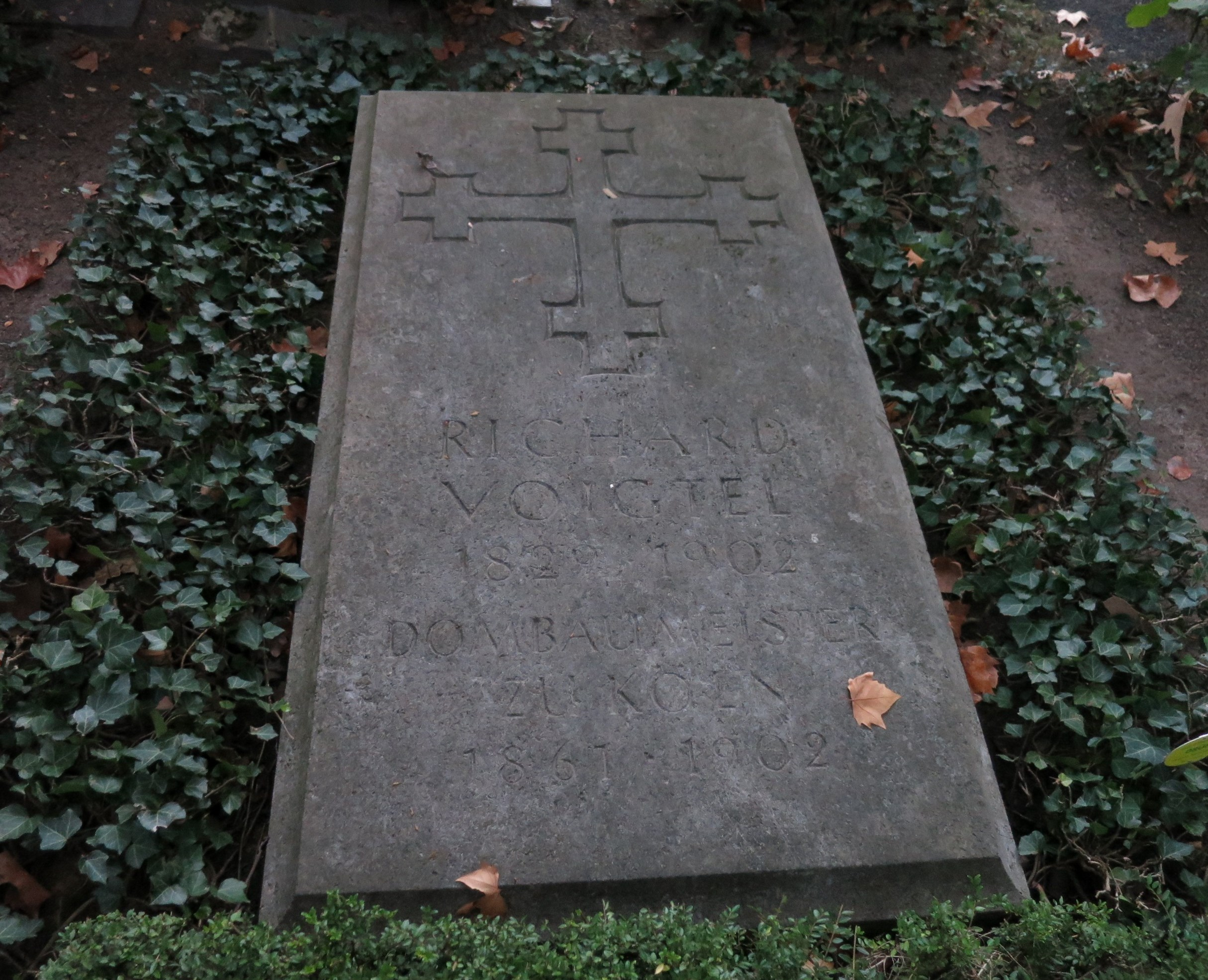
Grab auf dem Melaten-Friedhof

Der gusseiserne Dachstuhl des Kölner Doms war bereits 1860 durch Ernst Friedrich Zwirner gegen den Widerstand konservativer Kräfte in Köln mit Hinweis auf dessen Vorzüge bezüglich der erhöhten Brandsicherheit und der verbesserten Statik auf den Lang- und Querhauspartien aufgebracht worden. Von Zwirner stammten auch die Entwürfe zu der ebenfalls in Gusseisen ausgeführten Unterkonstruktion des Vierungsdachreiters der Domkirche. Voigtel führte 1867 eine Dampfmaschine als Antrieb für die Winden zum Aufzug des Materials der Türme ein und erreichte damit eine Beschleunigung des Baubetriebs, ohne welche die Vollendung der gewaltigen Türme bis 1880 nicht möglich gewesen wäre.
Voigtel ließ weiterhin erst nach der eigentlichen Vollendung des Doms 1880, dem Vorbild des Zwirner’schen Dachwerks genau folgend, den bis dahin noch aus Holz bestehenden Chordachstuhl ebenfalls durch einen Gusseisenstuhl ersetzen. Auch die Seitenschiffe erhielten dabei einheitliche Dachwerke aus diesem feuerfesten Material.
Zusammen mit dem Bildhauer Peter Fuchs schuf Voigtel 1870 den Petrusbrunnen südlich des Domchors.
Nach der Vollendung des Kölner Doms im Jahr 1880 wurde Voigtel zum Geheimen Regierungsrat ernannt und verblieb als Dombaumeister in Köln. Noch im Jahr 1902 vertrat Voigtel die Meinung, dass der Kölner Dom in den nächsten 100 Jahren keiner Restaurierung bedürfe.
Voigtel starb 1902 im Alter von 73 Jahren. Seine Grabstätte befindet sich auf dem Kölner Melaten-Friedhof (Flur 77).
In Köln-Braunsfeld ist die Voigtelstraße nach ihm benannt.